# Японска оризия
Японските оризии (Oryzias latipes) са вид животни от семейство Adrianichthyidae.
Те са незастрашен вид.
Таксонът е описан за пръв път от Кунрад Якоб Теминк през 1846 година.

## Подвидове
- Oryzias latipes latipes